# 出木杉英才
- 藤子不二雄（連載） > 藤子・F・不二雄（著作） > ドラえもん > 登場人物 > 出木杉英才
- 藤子不二雄 > アニメ > ドラえもん > 登場人物 > 出木杉英才

出木杉 英才（できすぎ ひでとし、えいさい）は、藤子・F・不二雄の漫画作品『ドラえもん』に登場する架空の人物。苗字に関しては「出来杉」と誤記されることがあるが、正しくは「出木杉」である。
4月生まれ。野比のび太のクラスメイト。学業優秀でスポーツ万能、かつ誠実で容姿端麗な優等生である。趣味は料理、写生、映画鑑賞、絵画鑑賞、野球、サッカー、交換日記、昆虫観察、天体観測、読書、演劇、文通、と幅広い。のび太は日頃から彼に強い嫉妬心を向けており、源静香が彼に少なからぬ好意を寄せていることも快く思っていない。
ドラえもんを含めた主要5キャラクターに比べると登場頻度は低い。

## 人物像

### 性格
人柄が朗らかで性格がよく、自分に陰湿ないたずらを加えた級友まで許すほど寛大な心の持ち主。その誠実な人柄は、彼に嫉妬を抱くのび太にも「いい奴」と認められている。ただし、のび太がひみつ道具を悪用、または使用した道具の暴走、のび太の失態で結果的に散々な目に遭ったなどで被害者になった時は、のび太を恨んだり、ドラえもん、ジャイアン、スネ夫、しずか、玉子、先生、神成らと同様にのび太にお仕置きをしたり、登場当初は自信家を匂わせる部分があり、本人に悪気は無かったが、思慮に欠けた発言で立場の劣る相手の不興を買うことも何度かあった。常に落ち着いた物腰で大人びた性格の持ち主だが、時折ストレートに感情を表すことがある。秋芳洞の鍾乳石を折ったジャイアンに対して激昂したり、未来の世界を訪れた時には等身大の喜びを表したりしている。
上記のようにのび太からは一方的に敵愾心を向けられているが、本人はあくまでも友人として対等に接している。また、のび太が膨大な量の宿題を全て終わらせてきた際には、クラスで最初にのび太に拍手を送っていたこともあった。
のび太の方も出木杉のことを作中の同世代の中では唯一といって良いほど対等に接している。後述のように、ジャイアンですら出木杉を特別視している中では特筆される。後述の『恐怖のディナーショー』でジャイアンのリサイタルが中止になったと聞いた時にはのび太と泣いて歓喜するなど、のび太とは何だかんだで友情で結ばれていると窺い知れる。
勉強にしか興味がないというわけではなく、漫画やゲームを楽しんだり冗談を口にするなど、ウィットに富んだ面もある。欲しい物があっても親に頼らず、家庭教師のアルバイトでお金を貯めて買う勤労少年である。小学生ながら、外国人のスミスと文通している。学校ではクラス代表を務めている。
知的好奇心が強く、未来の世界を見るのが夢で、これはのび太によりかなえられた（というよりは、のび太からの頼まれ事と交換条件でかなった）。また、のび太やドラミと共にジュラ紀を訪れ、ウルトラサウロス（ブラキオサウルス属の既知の種ブラキオサウルス・アルティトラックス）に触ったことがある。同時にのび太に『15少年漂流記』を読み聞かせする事で、読書の面白さを教えた。
しずかに好意を持っており、2人きりで学校から帰ったり、遊んだりすることが多い。本人は「運命的なものを感じるね」と発言したり、「しずちゃんのことは大好き」と明言している場面がある。ただ、その「大好き」が恋愛感情なのかどうかは不明。映画『のび太の結婚前夜』での未来の彼は、嫉妬心など見せず笑顔で2人の結婚を祝福している。また、アニメ第2作2期『のび太の結婚前夜』では、「昔からしずかちゃんのことで、野比くんに勝てる人はいない」と敗北を認めるような発言をしている。
心を鬼にして相手を突き放す事もあり、先生から多くの宿題を出されたのび太にキャンプは諦めるよう突き放したり、しずかと宿題をしようと考えるのび太に「自分の力でやった方が良い」と拒否したり、スネツグがいる間だけ嘘に協力するよう頼んで来たスネ夫に対して「嘘や誤魔化しはよくない」と断る等、相手のためを思って突き放している。
テレビアニメ第2作1期ではしずかを「しずかちゃん」と呼んでいたが、第2作2期から「しずかくん」と呼ぶようになった。テレビアニメ第2作1期ではキャラクターデザインが原作と少し異なっていた（髪型が短めで、眉が太め）。性格も精悍さが際立つもので原作のような弱気な面や困ったところはほとんど見せなかった。

### 能力
基本的にあらゆる分野において非凡な知識と才能を持つ万能少年。学業では、テストは常に100点で宿題もきちんとこなし、先生からは「出木杉はりっぱだ」「みんなも見習いなさい」と評され気に入られている。そのうえ、テスト前日に夜更かしをして85点だったことさえも、これからに役立つ貴重な経験として記憶しているという。しずかが30分、スネ夫が3時間、ジャイアンが4時間、のび太が朝までかかる宿題を10分で終えてしまう。知力は優等生のしずかを上回り、彼女に宿題を教える場面が数多い。夏休みの宿題では完璧な自由研究をこなし、のび太に「すごすぎて、参考にならん」と言わしめた。
学校から家に帰って来てすぐ宿題をやっており、のび太は彼のノートをひみつ道具を使ってこっそり丸写しする事が多い。ただし、テレビアニメ第2作第1期及び第2期の「アンキパン」に限って「先生の授業を聞いて頭の中に入れているからノートは取っていない」と、語っている。
スポーツも優秀でサッカーを好む他、野球でも守備では超ファインプレーを連発（このときは、内野を務めている）、打撃では大ホームランを飛ばし、しずかたちから「プロみたい」と感心されるほど。
また趣味も多彩であり、特撮映画のシナリオを執筆し、ジャイアンやスネ夫と一緒にジオラマ撮影に熱中する場面もある。ゲームも得意で、「ゲームもいいけど、みんな簡単過ぎて、すぐ飽きちゃうんだよね」と発言。
美術にも精通し、写真と見紛うほどの絵画を描くことができる。絵が得意なことをたびたび自慢するスネ夫をして「じつにうまい! さすがのぼくもかなわないほどだ」と言わしめるほど。
他の趣味として手品・料理などがあり、いずれも高度な腕前を持つ。特に料理に関しては、のび太の誕生日プレゼントに送るケーキ作りのため、しずかが協力を頼んだほど。
ひみつ道具の効果に対しても強く、「にが手つくり機」でテストが苦手になったにも関わらず努力によって100点を取り、「ゲームブック」では簡単にゲームをこなし、無差別的に相手を拘束する「正義ロープ」すら無効化する（テレビアニメ第2作第2期より。本人はその自覚がない）。ただし本人は「機械で人の心を変えてはいけない」「ズルはいけない」と否定的な立場を取る。道具の効果でのび太のことが嫌いになったことがあるが、「理由はないけど野比くんが嫌い」と述べており、当人としても違和感を抱いた様子だった。
苦手なものは騒音で、周囲がやかましいと勉強も頭に入らないと言っている。自宅の側で道路工事が始まっただけで勉強ができないと外へ逃げ出したほど。また同話ではしずかに代わって小包を背負っているが、この時は明らかに彼女よりつらそうな様子だった。しかし「なんのこれしき……！」と根性を発揮して野比家まで届けている。
ドラえもんの提案で「未来で流行っている本格的なケイドロ」をした際は泥棒側になり、警察側になったドラえもんやジャイアン・スネ夫たちと敵対する。道具の力で身体能力が3割増しになっていたとはいえ、ドラえもんや他の同級生たちを軽くあしらう実力を見せた。このためドラえもんの怒りを買い、真っ先に出木杉を逮捕するように指令が出された。同級生たちからは「出木杉には気をつけろ」と言われており、一目置かれているのが窺える。その後数々のピンチをその天才的な頭脳と身体能力によって乗り越えたが、最終的には警察のスパイとして泥棒側に化けていたしずかに逮捕されてしまい、この騙し討ちには出木杉も苦い表情を見せていた。

## 対人関係
他の登場人物とは距離を取ったやや近寄りがたい存在として描かれることもある。物語の中では、しずかを除いてはレギュラー5人の輪に入ることは少ないが、決して一同との交流を拒んでいるわけではなく、遊びの誘いがあれば快く仲間に加わる。また、レギュラー4人以外との交流するシーンが少ないドラえもんが、秘密道具を使って遊ぶ際にも頭の良さを買って積極的に誘ったり、本などの貸し借りをするなど、のび太たちより親しくつきあっている。
しずかと仲がよく、しずかと一緒に出掛けたり、交換日記をしていたこともある。登場時はしずかと同伴している場面がほとんどで、単独の描写は少ない。しずかのことを「しずかくん」と呼ぶこともある。出木杉がしずかと同伴している時は、出木杉をライバル視していることや出木杉との知的レベルの差が浮き彫りになって恥をかいてしまうことから、のび太も距離を置くことが殆どである。
横暴なジャイアンでさえ、普段は出木杉に対しては、付け入るすきを全く見せないこともあってあまり強い態度には出られないことが多いが、出木杉にとってもジャイアンは他のキャラクター同様怖い存在である事に変わりなく、20巻『超大作特撮映画　宇宙大魔神』で、映画の撮影の際スネ夫と共に口先で丸め込んでジャイアンに悪役を演じさせた（ジャイアンにはあくまで「正義の味方」と思わせていた）後、彼が「映画が出来たら呼んでくれ」と言って帰って行った直後にのび太に「見せるの？」と聞かれ、困った表情で「見せたらころされるよ」と漏らしている（実際に映画を見たジャイアンは、全員が逃げ出して一人になっていた試写会場で「ころしてやる！」と激昂している）。39巻『のび太、神さまになる』ではジャイアンから漫画を奪われており、22巻『税金鳥』でもスネ夫たちと共に怒鳴るジャイアンに怯んでいる。また、41巻『恐怖のディナーショー』に描かれているように、ジャイアンのリサイタル等では、他者と同様に強制参加が義務付けられているらしく、嫌々ながらも断れずにいる。もっとも、これはジャイアンに対する恐れだけでなく彼自身の優しさに起因する面も大きく（上述のようにジャイアン相手でも激昂することはある）、この回ではリサイタル準備役となったのび太とドラえもん以外の面々が仮病や居留守を使って参加を拒否する中（しずかの参加に限っては、のび太が拒否させた）、出木杉だけは参加を承諾し、のび太は出木杉に感謝していた一面がある。第2作第1期では、のび太を庇ったためにジャイアンから暴力を振るわれそうになるが、「母親がキミを探していた」とウソを吐いて撤退させるなど原作では見られない勇敢な面も見せている。また、ジャイアンも出木杉に対しては時折相談に乗ってもらう等一目置いており、信頼している節がある。
『のび太の宇宙小戦争』では、頭の良さや技術力の良さでスネ夫達にスカウトされ、映画の撮影に協力している。ドラコルルの襲撃で撮影現場が滅茶苦茶になった後、のび太達の仕業と決めつけるスネ夫達とは違い、出木杉だけは「彼ら（のび太達）がそんな酷い事をする訳がない」と無実を信じている。
25巻『のび太の結婚前夜』では、剛田家で行なわれたのび太のバチェラー・パーティーで、のび太、スネ夫、ジャイアンと共に顔が真っ赤になるまで飲み明かし、肩を組んで歌い合う場面が見られた他、「僕らのアイドルだったしずちゃん」と発言し、青年期に至るまで相応の友情をはぐくんでいた様子がうかがえる。
のび太の突拍子もない発想も真剣に聞き込むこともあるなど、のび太の思考の柔軟性を気に入っている節がある。
のび太にとってしずかを巡る恋のライバルとして描かれることが多いものの、誰ものび太をまともに受け合わない分野について、自宅で相談に乗ったりと二人きりで交際する場面も多くあり、互いに友情で結ばれている（ドラえもん のび太の魔界大冒険、ドラえもん のび太とアニマル惑星など）。
また、後述のように結婚後ものび太と親交を保っており、火星への赴任中に息子を預けるなど、彼を非常に信頼していることがうかがえる。

## 家族
両親に関して詳細は不明で、父親（と思われる人物）は1コマのみの登場、母親に至っては姿が登場せず、ドラえもんの道具「時限バカ弾」の効力によってあげた「パッパラパー」という奇声のみの登場である（「お母さんの声だ」と漫画の台詞に書かれている）。
一時、父親の転勤でアメリカに引っ越すという話が持ち上がったが、実現はしなかった。
ペットとして犬を飼っている。出木杉の頭よりこぶしひとつ大きいほどの体高で、犬のコンクールで優勝した実績を持つ名犬。悪口を言うと噛みつきそうになるので、ジャイアンが冷や汗をかきながらお世辞を言うほど。
自室に家族の電話とは別の固定電話が引いてある。そのため、いたずら電話に悩まされたこともあった。

## 成人後
大人になってからは火星への出張もするエリートになった。44巻『ハワイがやってくる』では少年期（現在）に「月や火星に行ってみたい」と発言しており、その夢をかなえたことになる。妻は外国人らしき女性で、二人の間にはヒデヨという出木杉の少年時代にそっくりな子供がいる。共働きであり、夫婦で宇宙に行く時は野比家に息子を預けており、大人になってからものび太としずかとの親密な交流は続いているらしい。映画『STAND BY ME ドラえもん』ではのび太同様しずかに対しプロポーズをしたことが示唆されており、その際に「あなたは1人でなんでも出来るでしょ」という理由で振られたと語っている。なお、原作でしずかがのび太と結婚すると決めた理由は「そばについててあげないとあぶなくて見てられないから（20巻『雪山のロマンス』）」。出木杉はのび太とはまったく逆の理由で振られたことになる。壮年期には恰幅が良くなり（『結婚前夜』の青年時に少年時代にはきゃしゃだった体格がすでにガッシリしていたが、より顕著になっている）、顎ヒゲをたくわえている。

## 初登場
『コロコロコミック』1979年9月号掲載の『ドラえもんとドラミちゃん』で初めて登場した。
同時期に藤本が執筆した映画『ドラえもん のび太の恐竜』のシナリオ第一稿では、白亜紀での冒険メンバーに出木杉が入っており（完成版ではカット）、映画に先駆けて短編で登場させたことになる。シナリオ第一稿において、出木杉は現代に帰還するための方法や、生存するための方法を指南する役割を担っていた。遠い世界に取り残された少年少女たちがサバイバル生活を送ったり、帰還を試みて議論を交わす展開など、同年2月に発表されたSF短編『宇宙船製造法』との共通点も多く見られ、出木杉は同作の「志貴杜」にあたるキャラクターとなっている（詳細は藤子・F・不二雄のSF短編一覧#大長編ドラえもんの原型を参照）。

## 登場に伴う物語の変遷
『ド・ラ・カルト 〜ドラえもん通の本〜』の記述によれば、出木杉が登場する以前は、ドラえもんは「のび太の未来を幸福なものに変えるためにやってきた」存在であり、ドラえもんがいる限りは「しずかと結婚して人並みの幸せをつかむ未来」は保証されているような描写が行われていた。しかし出木杉が登場する前後、ドラえもんは「今ののび太次第で未来は変わることもあるからね」という具合に、のび太のお守り役としての存在から転換期を迎えていた（もっとも同書ではそれ以前に、6巻ラストの『さようならドラえもん』～7巻冒頭の『帰ってきたドラえもん』の流れを境に、ドラえもんがのび太と共にいる理由は、のび太自身の成長もあり、「お守り役」から「親友」に変わったと推測している）。出木杉が登場して以降は、「出木杉としずかが仲良くしている場面を目撃したのび太が、しずかと結婚できるはずの未来を信じられなくなる」という場面が頻繁に描かれるようになり、のび太は未来が不確定であることを知り始める。実際にそのような記述も劇中に現れるようになる。これはあまり大きく取り上げられていない事象だが、作品の根本を覆す大きな方向性の転換である。しかし、上述のように最終的には出木杉がのび太・しずか夫妻に子供を預けるという未来が描かれたことで、「しずか争奪戦」におけるのび太の「勝利」は確定している。

## 劇場版での役割
映画『のび太の恐竜』のシナリオ第一稿では、ドラえもんたち5人と共に出木杉も1億年前の世界で冒険を繰り広げるという脚本になっていた。しかし、実際の映画では出木杉の登場シーンはカットされた（なおアニメではドラミによりのび太・しずかと共にジュラ紀を冒険する作品が存在する）。大長編では物語の序盤でもっぱら難解事項や歴史の解説役など狂言回しとして登場しているが（ヘビー・スモーカーズ・フォレスト、魔女狩り、本物の熱線、干し物のシーツがお化けに見える、新種の植物、鳥人伝説）、冒険に一度も連れて行ってもらえないため、敵を倒すなどの活躍は皆無である。
なおパラレルワールドが舞台の『のび太の創世日記』では、出木杉に酷似した出木松博士という人物（大人）が登場する。

## 関連人物
出木杉の母
声 - 不明（1985.11）→まるたまり（2006.7 - ）
「時限バカ弾」にて声のみ登場。
出木杉の父
声 - 不明（1983.11）→堀井真吾（2021.10）
第36巻「貸し切りチップ」に登場。鼻の下にちょび髭がある以外は出木杉によく似ている。テレビアニメ第2作第1期では中年太り体型になっている。
出木杉の未来の妻
声 - 不明（2007.1）
第40巻「しずちゃんをとりもどせ」に登場。外国人のような顔立ちをしている。
ヒデヨ
声 - 中村千絵（2007.1）
第40巻「しずちゃんをとりもどせ」に登場。出木杉の息子で、容貌は子供時代の出木杉に瓜二つ。出木杉が火星に出張中の間野比家で預けられていた。
出木杉の愛犬
声 - 不明（1992.3）
プラス第1巻「強いペットがほしい」に登場。出木杉の愛犬の雄犬。コンクールで優勝したこともある。夜中にドラえもんとのび太がライオンを連れて散歩している光景を目撃したことから、後日、のび太を見て怖がった。2019年11月2日放送のアニメ版では、スネ夫の親戚の犬に変更。
出木杉の祖父
てんとう虫コミックス43巻「宇宙戦艦のび太を襲う」にて名前のみ登場。戦死した模様。
22世紀の出木杉の子孫？★
テレビアニメ「ドラえもんが生まれ変わる日」(2007年9月7日放送)に登場する出木杉に顔がそっくりな男の子。パワえもんが家庭教師をしている総理大臣の息子。

## その他
- FCのゲーム『ドラえもん ギガゾンビの逆襲』では、主人公たちに次の世界に進むためのヒントをくれたり、冒頭では武器防具をタダでくれたりと助力者的な役割である。
- SFCのゲーム『ドラえもん3 のび太と時の宝玉』では、「自分も冒険に参加したいが、勉強で忙しい」といった趣の発言をするなど、生真面目な性格が窺える。なお、このゲームでは母親の顔を見ることができる。
- 3DSのゲーム『ドラかず のび太のすうじ大冒険』では、ランキングのデフォルト1位に「できすぎ ひでとし」が設定されている。
- アニメ「ドラえもんが生まれ変わる日」（2007年9月7日放送）ではパワえもんが家庭教師をしている総理大臣の息子として彼そっくりの容貌の男の子が登場しているが、本人との関連は定かではない。
- 『新オバケのQ太郎』の一編「ビリから二番を守る」では、正太たちの学校に「デキ杉」という生徒がおり、クラスで一番の成績をとっていることが語られている（セリフ上で語られるだけで姿は描かれない）。
- 一人称は「僕」でのび太、スネ夫、ジャイアンのことはそれぞれ「のび太くん」「スネ夫くん」「たけしくん」と呼ぶが、アニメ版ではそれぞれ「野比くん」「骨川くん」「剛田くん」と名字呼びになっている。静香に関しては「しずかちゃん」「しずちゃん」「しずかくん」（原作では「しずかくん」、アニメ版だと「しずかちゃん」が多い傾向にある）とそれぞれ一定していない。二人称は「君」・「あなた」(目上)できれいな言葉遣いをし、乱暴な物言いはない。

## 配役

### 声優
- 白川澄子（初代：テレビアニメ第2作第1期）
- 萩野志保子（2代目：テレビアニメ第2作第2期）

青年時
- テレビアニメ第2作第1期：納谷六朗（1989.10）→白川澄子（1999.3）
- テレビアニメ第2作第2期：大滝進矢（2007.1）→萩野志保子（2011.3 - ）→阪口周平（2022.8）

### 俳優
- 内村航平（トヨタ自動車コーポレートCM）